# Mihály Lantos
Mihály Lantos (Budapeste, 29 de setembro de 1928 — Budapeste, 31 de dezembro de 1989) foi um futebolista e treinador húngaro, campeão olímpico.

## Carreira
Mihály Lantos fez parte do elenco medalha de ouro, nos Jogos Olímpicos de 1952.

## Títulos
MTK
- Campeonato Húngaro: 1951, 1953, 1957–58
- Copa da Hungria: 1951–52
- Copa Mitropa: 1955

Hungria
- Jogos Olímpicos: 1952
- Copa Internacional da Europa Central: 1948–53